# Zantedešija
Zantedešija (zmijarica; lat. Zantedeschia),  Rod vazdazelenih lukovičastih trajnica iz porodice kozlačevki (Araceae). Postoji osam vrsta koje rastu po afričkom kontinentu, najsjevernije u Nigeriji. Neke vrste uvezene su na druge kontinente, a među njima i sobna kala (Zantedeschia aethiopica), koje danas ima i u Hrvatskoj.

## Vrste
1. Zantedeschia aethiopica (L.) Spreng.; nekada uključivana u rod Calla
2. Zantedeschia albomaculata (Hook.) Baill.
3. Zantedeschia elliottiana (W.Watson) Engl.
4. Zantedeschia jucunda Letty
5. Zantedeschia odorata P.L.Perry
6. Zantedeschia pentlandii (R.Whyte ex W.Watson) Wittm.
7. Zantedeschia rehmannii Engl.
8. Zantedeschia valida (Letty) Y.Singh